# Daniel Ollivier
Daniel Ollivier, né le 7 juillet 1952 à Paris, est un sociologue des organisations.
Il est aujourd’hui connu dans le monde des entreprises et du sport de haut niveau pour ses travaux concernant l'efficience managériale et la mise en place des nouvelles organisations. Auteur de nombreux livres, son credo est de revisiter les fondamentaux du management à l'aune des transformations, qu'elles soient organisationnelles, technologiques ou humaines :  intégration des générations Y et Z, transversalité et révolution digitale, développement du télétravail. Ses conférences et séminaires décryptent les transformations en cours et proposent des démarches et pratiques managériales innovantes.

## Biographie

### Premières expériences
Daniel Ollivier a fait des études universitaires en gestion et sciences sociales. Après avoir envisagé de faire dans un premier temps de la recherche, il a choisi d'intégrer dès 1980 l'univers du conseil. Une expérience de quatre ans comme ingénieur conseil chez Bossard Consultants, dirigé à l'époque par Jean-René Fourtou, lui permet d'acquérir une méthodologie d'intervention et de participer auprès de Jean-Christian Fauvet au développement opérationnel de la Sociodynamique. Cette démarche, inspirée du jeu de go, propose une approche novatrice des relations sociales.
En 1984, il fait le choix de rejoindre le groupe FACEM, créé par Pierre Henri Giscard et dirigé par Pierre Lemaître pour une aventure qui va durer plus d'une décennie avec le développement d'une expertise dans l'accompagnement des équipes dirigeantes du secteur tertiaire. Dans ce laps de temps, l'intéressé réalise des missions dans une douzaine de pays. Il assure, dès 1990, le pilotage du "Département Management" de FACEM Management.
Lors de la décennie 80, la Qualité s'impose comme une stratégie innovante. Daniel Ollivier participe à la mise en place de cette démarche dans des grands groupes tels que IBM, Shell ou le Crédit Agricole et il co-écrit en 1989 avec Dominique Collet et Patrick Lansier l'ouvrage "Objectif Zéro Défaut" consacré au secteur tertiaire.

### Entrepreneuriat
Daniel Ollivier fonde en 1996 le cabinet de conseil et de formation THERA Conseil avec la volonté de répondre aux objectifs stratégiques et opérationnels des entreprises et administrations.  Le cabinet propose un accompagnement capable de faire évoluer la performance managériale et pas seulement les compétences des managers. La fonction de manager est un métier en profonde mutation et l'enjeu est de pouvoir faire évoluer les pratiques en proposant un cadre stimulant et novateur.

## Domaines d'intervention

### Le sport de haut niveau
Dans les années 90, Daniel Ollivier facilite un rapprochement entre le monde de l'entreprise et celui du sport de haut niveau. Dans cette période, il anime de nombreuses conventions au sein des entreprises pour mettre en relief les apports du coaching sportif dans le management d'entreprise. Il collabore avec Jean Luc Sadik au développement du Club de la Performance. Le but est de créer au sein d'un réseau multi-acteurs les conditions d’un transfert des pratiques.
À partir de 1991, Daniel Ollivier participe avec Jean-Marie Breillot sous la houlette de Gérard Houllier (Directeur Technique National) à la refonte des formations diplômantes des entraîneurs professionnels de football et notamment du DEPF(Diplôme d'entraîneur professionnel de football) devenu aujourd'hui BEPF. Cette collaboration qui vise à développer les compétences managériales des entraîneurs de haut niveau, va se poursuivre au sein de la Fédération française de football (FFF) jusqu'en 2014 et lui permettre de travailler avec Aimé Jacquet, Raymond Domenech, François Blaquart. Il a participé aux travaux de l'UNECATEF durant de nombreuses années et publié des articles dans la revue L'Entraîneur Français. Cette expérience va être formalisée dans l'ouvrage La Dynamique de la performance paru en 1994 avec une préface de Gérard Houllier. Il collabore durant les décennies 1990 et 2000 à plusieurs projets pour les fédérations de Basket Ball et de Cyclisme.

### Le management intergénérationnel
En France, dès 2007 Daniel Ollivier est avec Catherine Tanguy  à l'origine de la mise en valeur de la problématique intergénérationnelle à travers le décryptage de la Génération Y et les questions relatives à l'attractivité, l'engagement et la fidélisation. En 2008, l'ouvrage "Génération Y mode d'emploi" est sur ce sujet le premier ouvrage de management et il rencontre un grand succès. Cette question devient une priorité stratégique et Daniel Ollivier et Catherine Tanguy capitalisent leur expérience en publiant en 2017 un nouveau livre "Générations Y & Z - le grand défi intergénérationnel "proposant de nouveaux éclairages sur la collaboration.  Ils auront l'un et l'autre l'occasion sur ce thème de travailler dans l'ensemble des secteurs d'activité et dans une dizaine de pays.  Ils publient ensemble en 2021 un troisième ouvrage "Entreprise : les Z arrivent" pour mettre en évidence les méthodes de recrutement, management et fidélisation de cette nouvelle génération.

### Le management à l'ère du digital
À travers la révolution numérique, le monde de l'entreprise vit en parallèle une transformation profonde de sa culture et de son organisation. Comment manager à l'ère du digital ? C'est la question à laquelle répond le livre 'Management 2.0 - performance économique et capital humain !'. Il met en valeur les 5 fondements qui modifient en profondeur l'ADN de l'entreprise : éthique, transversalité, interactivité, contractualisation et innovation. Cette publication reçoit, en 2012, le Prix Spécial du livre " Qualité Performance". Ce livre a fait l'objet de nombreuses présentations en France et auprès des instances européennes. Il a connu, en 2015, un prolongement avec "Managez tTansversal !" qui scrute l'apport du pilotage en mode projet et l'obligation de combiner avec succès le management pyramidal et transversal.

### Le télétravail
Dans cette première décennie du XXIe siècle, les organisations  se sont adaptées en développant le travail à distance. Cette pratique modifie tous les paramètres et oblige à repenser le positionnement du manager et sa valeur ajoutée. Par ailleurs, la nécessite de développer le bien-être au travail devient un levier essentiel de la transformation qui guide l'essor du télétravail. En 2017, l'ouvrage "Manager le travail à distance et le télétravail" capitalise l'expérience acquise par Daniel Ollivier sur ce mode d'organisation qui, ces prochaines années, va devenir dominant autant dans le secteur public que privé. En 2030, c'est 50 % des emplois qui seront télétravaillables et cette montée en puissance nécessite une transformation en profondeur des pratiques.  Il publie en 2021 chez Gereso à l'aune de l'expérience de la crise du COVID un nouveau livre "Manager le télétravail et le travail à distance". 

## Engagements associatifs
Depuis 2020, Daniel Ollivier intervient au sein de l'association "La Maison Jaune" un média associatif qui aborde l'actualité du FC Nantes et son histoire mais qui appréhende aussi les évolutions du football professionnel dans le domaine de la gouvernance et du management. Il est l'auteur de "L'Alchimie du Jeu à la Nantaise" publié chez Solar en 2022 puis d'une biographie en 2023  "Jean Vincent La Passion du Football" parue chez Eric Jamet Editeur. 
Daniel Ollivier soucieux de voir l'éducation à l'environnement prendre pleinement sa place dans les politiques publiques et la société civile a participé pendant plusieurs années aux travaux des associations Climate Chance, Bolivia Inti Sud Soleil et Tafarnout sur des enjeux tels que la lutte contre la déforestation, l'alphabétisation et la création d'activités rémunératrices de revenus (AGR). L’économie de demain doit prendre appui sur un management durable soucieux de préserver une éthique et des valeurs.
Daniel a été membre du Conseil de développement de Nantes Métropole jusqu'en 2020 afin de prendre part aux travaux relatifs au renforcement de la démocratie et de la citoyenneté sur le territoire.

## Articles et contributions
- Ouvrage collectif sous la direction de Stéphanie Brouard et Fabrice Daverio  Les Outils du développement personnel pour manager–  EFE Groupe Eyrolles (2010)
- RH info - IntégreZ la génération Z
- Revue Banque - Gestion & innovation : intégrer la génération Z
- Journal du net : comment engager la génération Z
- Rh info : le management intergénérationnel
- Thera conseil.typepad/Génération Y - Management intergénérationnel : enjeux et finalités